# Quiralidade (matemática)

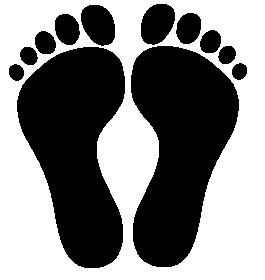
Pegadas esquerda e direita são individualmente quirais enantiomorfas num plano porque são como imagens num espelho, enquanto que não contém qualquer simetria espelhada individualmente.

Em geometria, uma figura é quiral (e diz-se ter quiralidade) se não é idêntica a sua imagem no espelho (especular), ou, mais precisamente, se não pode ser mapeada a sua imagem no espelho  somente por rotações e translações. Um objeto que não é quiral é dito aquiral. Em 3 dimensões, nem todos os objetos quirais têm um plano de espelhamento.  Os termos quiral e quiralidade foram introduzidos por Lord Kelvin.